# Opérateur différentiel

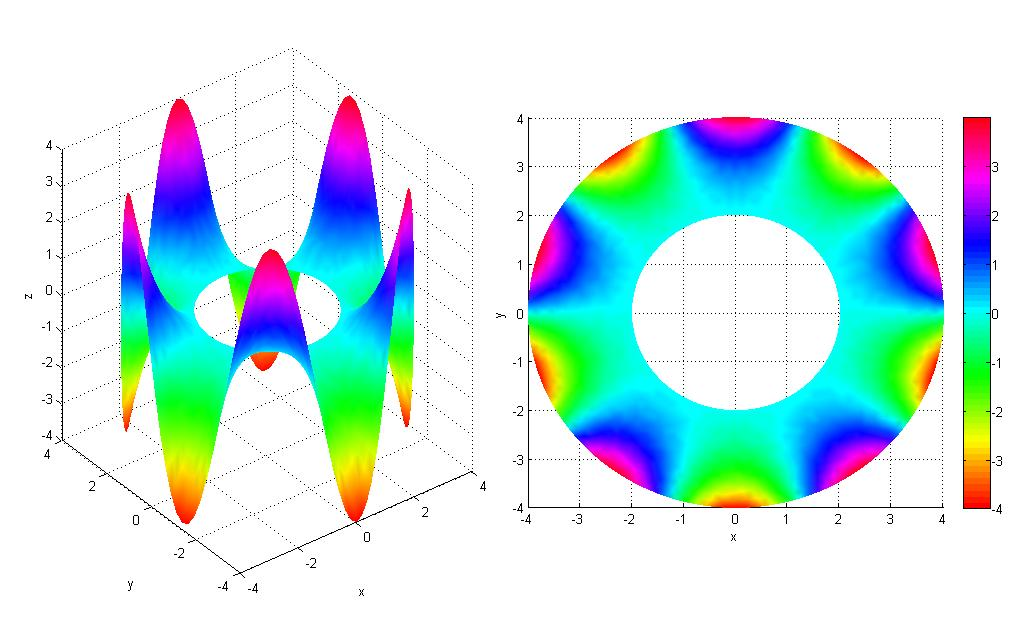
Equation de Laplace sur un anneau.

En mathématiques, et plus précisément en analyse, un opérateur différentiel est un opérateur agissant sur des fonctions différentiables.
- Lorsque la fonction est à une seule variable, l'opérateur différentiel est construit à partir des dérivées ordinaires.
- Lorsque la fonction est à plusieurs variables, l'opérateur différentiel est construit à partir des dérivées partielles.

Un opérateur différentiel agissant sur deux fonctions {\displaystyle D(f,g)} est appelé opérateur bidifférentiel.

## Exemples
L'opération différentielle la plus commune consiste simplement à prendre la dérivée de la grandeur considérée. Les notations usuelles pour désigner la dérivée première par rapport à une variable x sont par exemple :
{\displaystyle {\frac {\mathrm {d} }{\mathrm {d} x}}} ou {\displaystyle \partial _{x}}, ou encore {\displaystyle D} ou {\displaystyle D_{x}}.
La notation en D est attribuée à Oliver Heaviside, qui l'a introduite dans son étude des équations différentielles pour noter des opérateurs différentiels de la forme :
{\displaystyle \sum _{k=0}^{n}c_{k}D^{k}}
Pour des dérivées d'ordre n supérieur, ces mêmes opérateurs peuvent s'écrire :
{\displaystyle {\frac {\mathrm {d} ^{n}}{\mathrm {d} x^{n}}}},  {\displaystyle \partial _{x^{n}}^{n}}  ou encore  {\displaystyle D_{x}^{n}}
La notation en "prime" s'utilise plutôt pour exprimer la valeur que prend une fonction dérivée f pour un argument x :
{\displaystyle f'(x)\,\!}, ou : {\displaystyle [f(x)]'\,\!}
Deux opérateurs différentiels particulièrement fréquents sont l'opérateur nabla, défini dans une base cartésienne {\displaystyle (\mathbf {i} _{1},...,\mathbf {i} _{n})}, par :
{\displaystyle \nabla =\sum _{k=1}^{n}{\partial  \over \partial x_{k}}\mathbf {i} _{k},}
ainsi que l'opérateur laplacien, défini par :
{\displaystyle \Delta =\nabla ^{2}=\sum _{k=1}^{n}{\partial ^{2} \over \partial x_{k}^{2}}.}
Un autre opérateur utilisé en physique est l'opérateur Θ, dont les vecteurs propres sont les monômes homogènes, défini par
{\displaystyle \Theta =z{\frac {\mathrm {d} }{\mathrm {d} z}}} ou, dans le cas de plusieurs variables, {\displaystyle \Theta =\sum _{k=1}^{n}x_{k}{\frac {\partial }{\partial x_{k}}}.}

## Notations
Soit {\displaystyle \Omega } un ouvert de {\displaystyle \mathbb {R} ^{n}}, et {\displaystyle x} un point de {\displaystyle \Omega }. On introduit les {\displaystyle n} coordonnées {\displaystyle x_{k}{\mbox{ }}(k=1,...,n)}. Supposons que l'on ait une fonction des {\displaystyle n} variables {\displaystyle x_{k}}.

### Dérivées du premier ordre
Pour simplifier les écritures, on note usuellement la dérivée partielle première par rapport à la coordonnée {\displaystyle x_{k}} par le symbole :
{\displaystyle \partial _{k}\ =\ {\frac {\partial ~~}{\partial x_{k}}}}
On est également amené à introduire l'opérateur différentiel {\displaystyle \mathrm {D} _{k}} du premier ordre défini par :
{\displaystyle \mathrm {D} _{k}\ =\ -\ \mathrm {i} \ \partial _{k}\ =\ -\ \mathrm {i} \ {\frac {\partial ~~}{\partial x_{k}}}}
Dans cette définition, {\displaystyle \mathrm {i} } est la « racine de l'unité » complexe : {\displaystyle \mathrm {i} ^{2}=-1}. L'intérêt de définir cet opérateur {\displaystyle \mathrm {D} _{k}} apparaîtra plus tard, en relation avec la transformée de Fourier.
On utilise les notations sous forme de multi-indices : un multi-indice 
{\displaystyle \alpha } est un {\displaystyle n}-uplet d'entiers
{\displaystyle \alpha \ =\ \left(\alpha _{1},\ \dots ,\ \alpha _{n}\right)\ ;\quad \ \alpha _{k}\,\in \,\mathbb {N} }
Sa longueur {\displaystyle |\alpha |} est définie comme la somme des {\displaystyle \alpha _{i}} et on définit enfin la multi-factorielle :
{\displaystyle \alpha \,!\ =\ \prod _{k=1}^{n}(\,\alpha _{k}\,!\,)\ =\ \alpha _{1}\,!\ \times \ \dots \ \times \ \alpha _{n}\,!}

### Dérivées d'ordres plus élevés
- La dérivée partielle d'ordre {\displaystyle \alpha _{k}} par rapport à la coordonnée {\displaystyle x_{k}} correspond au symbole :

{\displaystyle \partial _{k}^{\alpha _{k}}}
- On définit alors les dérivées partielles, d'ordre global {\displaystyle |\alpha |} :

{\displaystyle \partial ^{\alpha }\ =\ \partial _{1}^{\alpha _{1}}\ \dots \ \partial _{n}^{\alpha _{n}}}
- Et les opérateurs différentiels {\displaystyle \mathrm {D} ^{\alpha }}, d'ordre global {\displaystyle |\alpha |}  :

{\displaystyle \mathrm {D} ^{\alpha }\ =\ \mathrm {D} _{1}^{\alpha _{1}}\ \dots \ \mathrm {D} _{n}^{\alpha _{n}}}

## Définition d'un opérateur différentiel

### Définition
Un opérateur différentiel linéaire d'ordre {\displaystyle m} est défini par :
où les {\displaystyle a_{\alpha }(x)} sont des fonctions de  {\displaystyle n} variables, appelées coefficients de l'opérateur {\displaystyle {\mathfrak {D}}}.

### Propriété de localité
Un opérateur différentiel {\displaystyle {\mathfrak {D}}} est local au sens où, pour déterminer ses effets {\displaystyle {\mathfrak {D}}\,f(x)} sur une fonction {\displaystyle f(x)} suffisamment différentiable, seule la connaissance de la fonction dans le voisinage du point {\displaystyle x} est nécessaire.

## Transformée de Fourier

### Introduction de la transformée de Fourier
On définit ici la transformée de Fourier de la fonction {\displaystyle f(x)} de {\displaystyle n} variables {\displaystyle x_{k}{\mbox{ }}(k=1,...,n)} par :
Dans cette définition :
- on note {\displaystyle \xi } le {\displaystyle n}-uplet constitué des variables : {\displaystyle \xi _{k}{\mbox{ }}(k=1,...,n)}.
- la mesure est : {\displaystyle \mathrm {d} x=\prod _{k=1}^{n}\mathrm {d} x_{k}}.
- le facteur {\displaystyle \langle \xi \,,\,x\rangle } dans l'exponentielle oscillante désigne le produit scalaire :{\displaystyle \langle \xi \,,\,x\rangle =\sum _{k=1}^{n}x_{k}\,\xi _{k}}.

La formule de transformation inverse s'écrit alors :
où la mesure est : {\displaystyle \mathrm {d} {\tilde {\xi }}\ =\ {\frac {\mathrm {d} \xi }{(2\pi )^{n}}}\quad } 
avec {\displaystyle \mathrm {d} \xi =\prod _{k=1}^{n}\mathrm {d} \xi _{k}}.

### Application aux opérateurs différentiels
On applique l'opérateur différentiel {\displaystyle \mathrm {D} _{k}=-\,\mathrm {i} \,\partial _{k}} à la représentation de Fourier de la fonction {\displaystyle f}. En supposant qu'on puisse intervertir la dérivation et l'intégration, on obtient :
{\displaystyle \mathrm {D} _{k}\,f(x)\ =\ \int _{\mathbb {R} ^{n}}\mathrm {d} {\tilde {\xi }}\ \left(\ -\ \mathrm {i} \ \partial _{k}\ \mathrm {e} ^{+\,\mathrm {i} \,\langle \,\xi \,,\,x\,\rangle }\ \right)\ {\hat {f}}(\xi )\ =\ \int _{\mathbb {R} ^{n}}\mathrm {d} {\tilde {\xi }}\ \mathrm {e} ^{+\,\mathrm {i} \,\langle \,\xi \,,\,x\,\rangle }\ \xi _{k}\ {\hat {f}}(\xi )}
qu'on peut écrire : {\displaystyle ({\widehat {\mathrm {D} _{k}\,f}})(\xi )=\xi _{k}\ {\hat {f}}(\xi )}. On en déduit que :
{\displaystyle ({\widehat {\mathrm {D} ^{\alpha }\,f}})(\xi )\ =\ \xi ^{\alpha }\ {\hat {f}}(\xi )}
où : {\displaystyle \xi ^{\alpha }=\xi _{1}^{\alpha _{1}}\ \times \ \dots \ \times \ \xi _{n}^{\alpha _{n}}}. L'opérateur différentiel {\displaystyle {\mathfrak {D}}} d'ordre {\displaystyle m} vérifie donc la relation :
{\displaystyle ({\mathfrak {D}}\,f)(x)\ =\ \sum _{|\alpha |=0}^{m}\ a_{\alpha }(x)\ \int _{\mathbb {R} ^{n}}\mathrm {d} {\tilde {\xi }}\ \mathrm {e} ^{+\,\mathrm {i} \,\langle \,\xi \,,\,x\,\rangle }\ \xi ^{\alpha }\ {\hat {f}}(\xi )}
On peut intervertir la somme et l'intégrale pour écrire :

### Symbole d'un opérateur différentiel
On appelle symbole de l'opérateur différentiel {\displaystyle {\mathfrak {D}}} d'ordre {\displaystyle m} la fonction {\displaystyle \sigma (x,\xi )} des {\displaystyle 2n} variables {\displaystyle (x,\xi )} polynomiale en {\displaystyle \xi } de degré {\displaystyle m} :
de telle sorte que :
On constate que cette formule pourrait en fait permettre de définir l'opérateur {\displaystyle {\mathfrak {D}}} à partir de son symbole {\displaystyle \sigma }. Cette idée sera mise à profit dans la théorie des opérateurs pseudo-différentiels.
Attention : pour un opérateur différentiel dont les coefficients {\displaystyle a_{\alpha }(x)} ne sont pas constants, le symbole {\displaystyle \sigma (x,\xi )} dépend des coordonnées d'espace {\displaystyle x}, et l'expression {\displaystyle \sigma (x,\xi )\,{\hat {f}}(\xi )} n'est pas la transformée de Fourier de  {\displaystyle ({\mathfrak {D}}\,f)(x)}, c’est-à-dire que : 
{\displaystyle ({\widehat {{\mathfrak {D}}\,f}})(\xi )\ \neq \ \sigma (x,\xi )\ {\hat {f}}(\xi )}
La formule correcte de la transformée de Fourier est calculée dans le paragraphe « Cas général ».

### Symbole principal d'un opérateur différentiel
On appelle symbole principal  de l'opérateur différentiel {\displaystyle {\mathfrak {D}}} d'ordre {\displaystyle m} la fonction  :
{\displaystyle \sigma _{m}(x,\xi )=\sum _{|\alpha |=m}\ a_{\alpha }(x)\ \xi ^{\alpha }}

## Classification des opérateurs différentiels

### Opérateur elliptique
L'opérateur différentiel {\displaystyle {\mathfrak {D}}} est dit elliptique au point {\displaystyle x\ \in \ \Omega } si et seulement si :
{\displaystyle {\mathfrak {D}}} est dit elliptique dans {\displaystyle \Omega } s'il est elliptique pour tout point {\displaystyle x\ \in \ \Omega }.

### Opérateur hyperbolique
L'opérateur différentiel  {\displaystyle {\mathfrak {D}}}  est dit hyperbolique dans la direction {\displaystyle \eta } au point {\displaystyle x\ \in \ \Omega } si et seulement si : {\displaystyle \sigma _{m}(x,\eta )\neq 0} et si, pour tout {\displaystyle \xi } non colinéaire à {\displaystyle \eta }, les racines {\displaystyle \lambda _{i}} de l'équation :
sont toutes réelles. Si, de plus, les {\displaystyle m} racines réelles sont toutes distinctes, l'opérateur {\displaystyle {\mathfrak {D}}} est dit strictement hyperbolique dans la direction {\displaystyle \eta }.
{\displaystyle {\mathfrak {D}}} est dit (strictement) hyperbolique dans la direction {\displaystyle \eta } dans {\displaystyle \Omega } s'il est strictement hyperbolique dans la direction {\displaystyle \eta } pour tout point {\displaystyle x\ \in \ \Omega }.

## Exemples importants pour la physique théorique
La physique théorique fait un usage abondant de trois opérateurs d'ordre 2 :

### Opérateur laplacien
L'opérateur laplacien est un opérateur elliptique, qui s'écrit :
- en coordonnées cartésiennes dans {\displaystyle \mathbb {R} ^{n}} :
{\displaystyle \Delta \ =\ \sum _{k=1}^{n}\ {\frac {\partial ^{2}~~}{\partial x_{k}^{2}}}}
- soit en coordonnées cartésiennes tridimensionnelles :
{\displaystyle \Delta \ =\ {\frac {\partial ^{2}~~}{\partial x^{2}}}\ +\ {\frac {\partial ^{2}~~}{\partial y^{2}}}\ +\ {\frac {\partial ^{2}~~}{\partial z^{2}}}}

Cet opérateur est notamment utilisé en mécanique newtonienne, en électromagnétisme, et en mécanique quantique non relativiste.

### Opérateur d'alembertien
L'opérateur d'alembertien est un opérateur hyperbolique, qui s'écrit en coordonnées cartésiennes {\displaystyle (x,t)} dans {\displaystyle \mathbb {R} ^{n+1}} :
{\displaystyle \Box \ =\ {\frac {1}{c^{2}}}\ {\frac {\partial ^{2}~~}{\partial t^{2}}}\ -\ \Delta }
où {\displaystyle \Delta } est le laplacien à {\displaystyle n} variables d'espace, {\displaystyle t} est le temps, et {\displaystyle c} une constante positive, homogène à une vitesse. Cet opérateur est utilisé pour décrire la propagation des ondes à la vitesse {\displaystyle c} dans l'espace-temps. Il est notamment utilisé en acoustique, en électromagnétisme, et en théorie quantique des champs.

### Opérateur de la chaleur
L'opérateur de la chaleur, qui s'écrit en coordonnées cartésiennes {\displaystyle (x,t)} dans {\displaystyle \mathbb {R} ^{n+1}} :
{\displaystyle {\frac {\partial ~}{\partial t}}\ -\ {\tilde {D}}\ \Delta }
où {\displaystyle \Delta } est le laplacien à {\displaystyle n} variables d'espace, {\displaystyle t} est le temps, et {\displaystyle {\tilde {D}}} est ici une constante, appelée  coefficient de diffusion. Cet opérateur est dit parabolique.

## Opérateur différentiel à coefficients constants
Si les coefficients {\displaystyle a_{\alpha }} sont indépendants des {\displaystyle n} variables d'espace {\displaystyle x^{k}}, le symbole de l'opérateur différentiel {\displaystyle {\mathfrak {D}}} d'ordre {\displaystyle m} est seulement une fonction {\displaystyle \sigma (\xi )} des {\displaystyle n} variables {\displaystyle \xi } polynomiale en {\displaystyle \xi } :
de telle sorte que :
{\displaystyle ({\widehat {{\mathfrak {D}}\,f}})(\xi )\ =\ \sigma (\xi )\ {\hat {f}}(\xi )}
Le symbole principal  de l'opérateur différentiel {\displaystyle {\mathfrak {D}}} d'ordre {\displaystyle m} à coefficients constants est la fonction des {\displaystyle n} variables {\displaystyle \xi } :
{\displaystyle \sigma _{m}(\xi )=\sum _{|\alpha |=m}\ a_{\alpha }\ \xi ^{\alpha }}

## Cas général
On a vu que plus haut :
Pour un opérateur différentiel dont les coefficients {\displaystyle a_{\alpha }(x)} ne sont pas constants, le symbole {\displaystyle \sigma (x,\xi )} dépend des coordonnées d'espace {\displaystyle x}, et on a  :
{\displaystyle ({\widehat {{\mathfrak {D}}\,f}})(\xi )\ \neq \ \sigma (x,\xi )\ {\hat {f}}(\xi )}

### Expression de la transformée de Fourier
Partons de la relation générale :
{\displaystyle ({\mathfrak {D}}\,f)(x)\ =\ \sum _{|\alpha |=0}^{m}\ a_{\alpha }(x)\ \int _{\mathbb {R} ^{n}}\mathrm {d} {\tilde {\xi }}\ \mathrm {e} ^{+\,\mathrm {i} \,\langle \,\xi \,,\,x\,\rangle }\ \xi ^{\alpha }\ {\hat {f}}(\xi )}
Si l'on introduit la transformée de Fourier des coefficients :
{\displaystyle a_{\alpha }(x)\ =\ \int _{\mathbb {R} ^{n}}\mathrm {d} {\tilde {\eta }}\ \mathrm {e} ^{+\,\mathrm {i} \,\langle \,\eta \,,\,x\,\rangle }\ {\hat {a}}_{\alpha }(\eta )}
on obtient :
{\displaystyle ({\mathfrak {D}}\,f)(x)\ =\ \sum _{|\alpha |=0}^{m}\ \int _{\mathbb {R} ^{n}}\mathrm {d} {\tilde {\eta }}\ \mathrm {e} ^{+\,\mathrm {i} \,\langle \,\eta \,,\,x\,\rangle }\ {\hat {a}}_{\alpha }(\eta )\ \times \ \int _{\mathbb {R} ^{n}}\mathrm {d} {\tilde {\xi }}\ \mathrm {e} ^{+\,\mathrm {i} \,\langle \,\xi \,,\,x\,\rangle }\ \xi ^{\alpha }\ {\hat {f}}(\xi )}
soit :
{\displaystyle ({\mathfrak {D}}\,f)(x)\ =\ \sum _{|\alpha |=0}^{m}\ \int _{\mathbb {R} ^{n}}\mathrm {d} {\tilde {\eta }}\ \int _{\mathbb {R} ^{n}}\mathrm {d} {\tilde {\xi }}\ \mathrm {e} ^{+\,\mathrm {i} \,\langle \,\xi \,,\,x\,\rangle }\ {\hat {a}}_{\alpha }(\eta )\ \xi ^{\alpha }\ {\hat {f}}(\xi )}
A {\displaystyle \xi } fixé, on fait le changement de variable : {\displaystyle \eta \to t=\xi +\eta }, ce qui donne :
{\displaystyle ({\mathfrak {D}}\,f)(x)\ =\ \sum _{|\alpha |=0}^{m}\ \int _{\mathbb {R} ^{n}}\mathrm {d} {\tilde {t}}\ \mathrm {e} ^{+\,\mathrm {i} \,\langle \,\xi \,,\,x\,\rangle }\ \int _{\mathbb {R} ^{n}}\mathrm {d} {\tilde {\xi }}\ {\hat {a}}_{\alpha }(t-\xi )\ \xi ^{\alpha }\ {\hat {f}}(\xi )}
On reconnait le produit de convolution :
{\displaystyle \left(\,{\hat {a}}_{\alpha }\ *\ \xi ^{\alpha }\ {\hat {f}}\,\right)(t)\ =\ \int _{\mathbb {R} ^{n}}\mathrm {d} {\tilde {\xi }}\ {\hat {a}}_{\alpha }(t-\xi )\ \xi ^{\alpha }\ {\hat {f}}(\xi )}
d'où :
{\displaystyle ({\mathfrak {D}}\,f)(x)\ =\ \sum _{|\alpha |=0}^{m}\ \int _{\mathbb {R} ^{n}}\mathrm {d} {\tilde {t}}\ \mathrm {e} ^{+\,\mathrm {i} \,\langle \,\xi \,,\,x\,\rangle }\ \left(\,{\hat {a}}_{\alpha }\ *\ \xi ^{\alpha }\ {\hat {f}}\,\right)(t)}
qu'on peut réécrire :